# San Ignacio (Kostaryka)
San Ignacio – dystrykt w Kostaryce, w kantonie Acosta, w prowincji San José.

## Geografia
San Ignacio ma powierzchnię 22,63 kilometrów kwadratowych i leży na wysokości 1095 m n.p.m.

## Demografia
Według spisu z 2011 roku dystrykt San Ignacio liczył 9016 mieszkańców.

## Transport

### Transport drogowy
Przez dystrykt San Ignacio biegną następujące drogi krajowe:
- Droga krajowa nr 209
- Droga krajowa nr 301